# Walenczów (gmina)
Walenczów – dawna gmina wiejska istniejąca w latach 1952–1954 w woj. katowickim/stalinogrodzkim (dzisiejsze woj. śląskie). Siedzibą władz gminy był Walenczów (obecnie pod zmiękczoną nazwą Waleńczów).
Gmina została utworzona 1 lipca 1952 roku w nowo utworzonym powiecie kłobuckim w woj. katowickim (od 9 marca 1953 pod nazwą woj. stalinogrodzkie) z części gminy Opatów. W dniu powołania gmina składała się z 3 gromad: Walenczów, Wilkowiecko i Złochowice.
Gmina została zniesiona 29 września 1954 roku wraz z reformą wprowadzającą gromady w miejsce gmin. Jednostki nie przywrócono 1 stycznia 1973 roku po reaktywowaniu gmin.